# Angelin Gazet

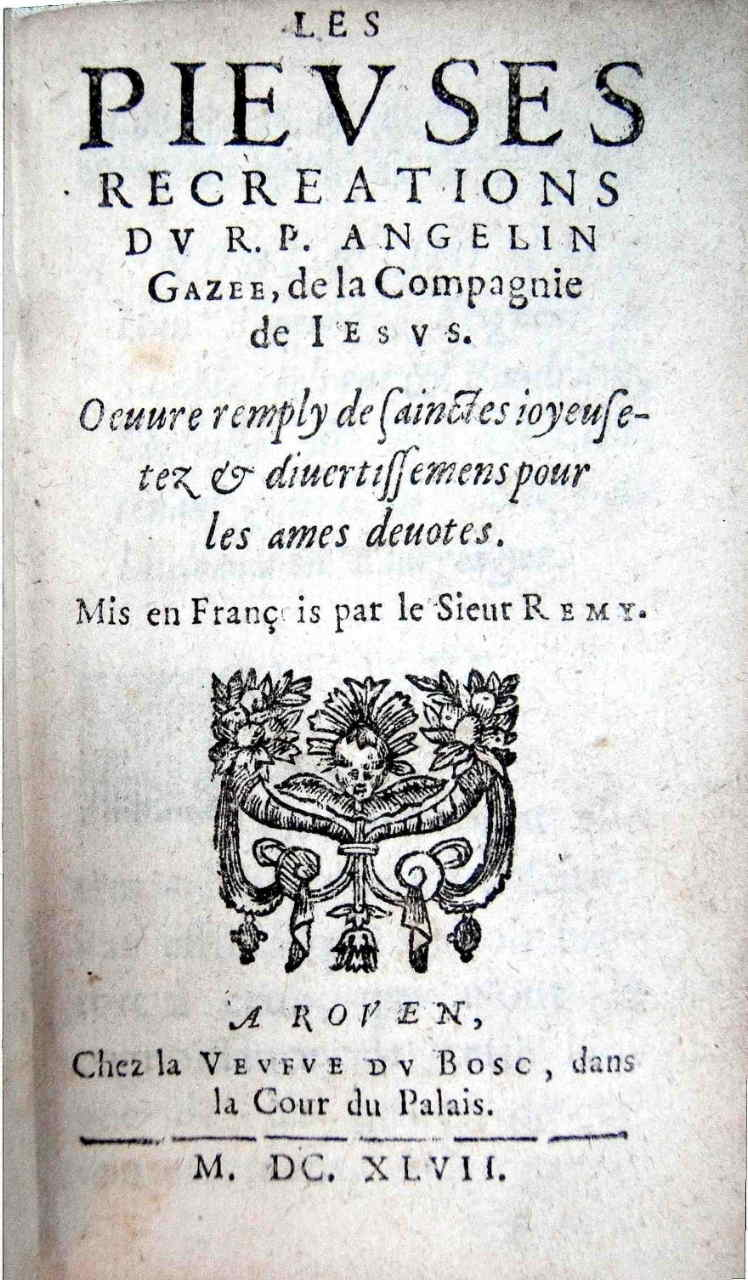
Titelpagina van de Franse vertaling van de Pia hilaria

Angelin Gazet (ook: Gazée, Latijn: Gazaeus of Gazeus) (Saint-Pol-sur-Ternoise, 18 oktober 1568 - Valencijn, 1 maart 1653) was een jezuïet en schrijver uit de Habsburgse Nederlanden.
Hij was een broer van Alard en Nicolas Gazet en een neef van Guillaume en Antoine Gazet.

## Leven
Angelin Gazet trad toe tot de jezuïetenorde in 1586. In 1595 werd hij tot priester gewijd. Hij studeerde in Dowaai en mogelijk ook in Leuven. Daarna werkte hij aan de jezuïetencolleges van Doornik en Rijsel en was later ook rector van de colleges van Atrecht (1606-1610), Valencijn (1619-1624) en Kamerijk (1630-1636). In Rijsel was hij ook bibliothecaris van het college.
Tussen 1610 en 1613 verbleef hij in Rome, waar hij secretaris was van de generaal van de jezuïetenorde. Vanuit die positie speelde hij een rol bij de overbrenging van relieken uit de Romeinse catacomben naar de Nederlanden.

## Werken
Net als zijn ooms Guillaume en Antoine en zijn broers Alard en Nicolas was Angelin Gazet literair actief. In 1618 publiceerde hij in Dowaai de Pia hilaria, een verzameling van 42 komische, maar niettemin vrome verhalen. In 1638 volgde een tweede boekdeel met nog eens 77 soortgelijke verhalen.
De Pia hilaria kenden minstens 14 heruitgaven, in Dowaai, Rijsel en Antwerpen, maar ook in meerdere Franse en Duitse steden en zelfs in het anglicaanse Londen. In 1628 verzorgde de Normandische edelman Abraham Rémy een Franstalige editie, die eveneens meerdere herdrukken zou kennen. Het boek was aanvankelijk samengesteld voor leerlingen aan jezuïetencolleges, maar de vertalingen richtten zich ook op een ruimer publiek.
Daarnaast vertaalde hij een werk over de Italiaanse jezuïetenmissionaris Rodolfo Acquaviva naar het Frans. Deze vertaling bleef onuitgegeven.
- Biblioteca Nacional de España: XX1659157
- Bibliothèque nationale de France: cb16767786m (data)
- Gemeinsame Normdatei: 12095995X
- International Standard Name Identifier: 0000 0000 7977 6311
- Library of Congress Control Number: n98043014
- Nederlandse Thesaurus van Auteursnamen: 297793551
- Istituto Centrale per il Catalogo Unico: BVEV087973
- Système universitaire de documentation: 243848447
- Trove: 971916
- Virtual International Authority File: 72237604
- WorldCat: E39PBJkp73DyMJY47xmmBTFFrq